# Thomas Herschmiller
Thomas Herschmiller, né le 6 avril 1978 à Comox (Canada), est un rameur canadien.
Il a obtenu la médaille d'argent olympique en quatre sans barreur en 2004 à Athènes.